# منديل المائدة

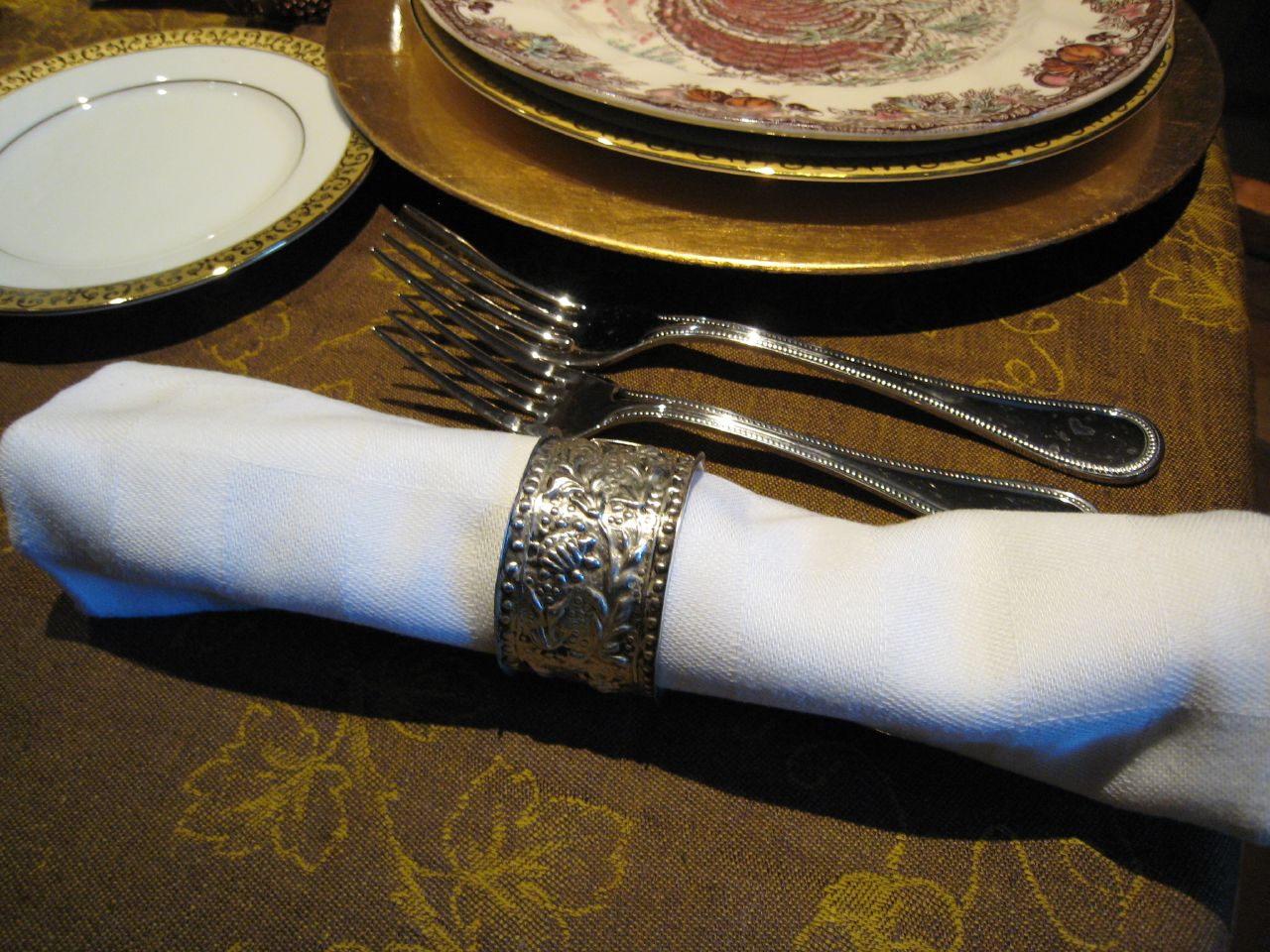
منديل المائدة

منديل المائدة أو الفُوطة هو قطعة مستطيلة الشكل من القماش وتستخدم لمسح الفم والأصابع أثناء تناول الطعام.

## روابط خارجية
- Napkin Folding Tutorials, a huge collection of step by step video tutorials on how to fold napkins
- Serviettes and How to Fold Them, a guide to folding napkins from 1890.